# Hannah Barnes
Hannah Barnes (Tunbridge Wells, 4 de maio de 1993) é uma ciclista profissional britânica. Começou destacando no ciclocross -campeã juvenil da Grã-Bretanha 2011- e no ciclismo em pista -3.ª em pontuação e perseguição 2012- enquanto a sua vez também obteve desde o 2008 vitórias em carreiras amadoras de Grã-Bretanha de ciclismo de estrada participando no Campeonato Europeu em Estrada Juvenil -6.ª na contrarrelógio e 16.ª na prova em estrada-. Isso a serviu para estreiar como profissional em 2012 e desde o 2014 de forma definitiva obtendo várias vitórias no ciclismo de estrada.
A sua irmã menor, Alice, também é ciclista e em 2016 começou a ser profissional. Esta se dedica principalmente ao ciclismo de montanha.

## Trajectória profissional

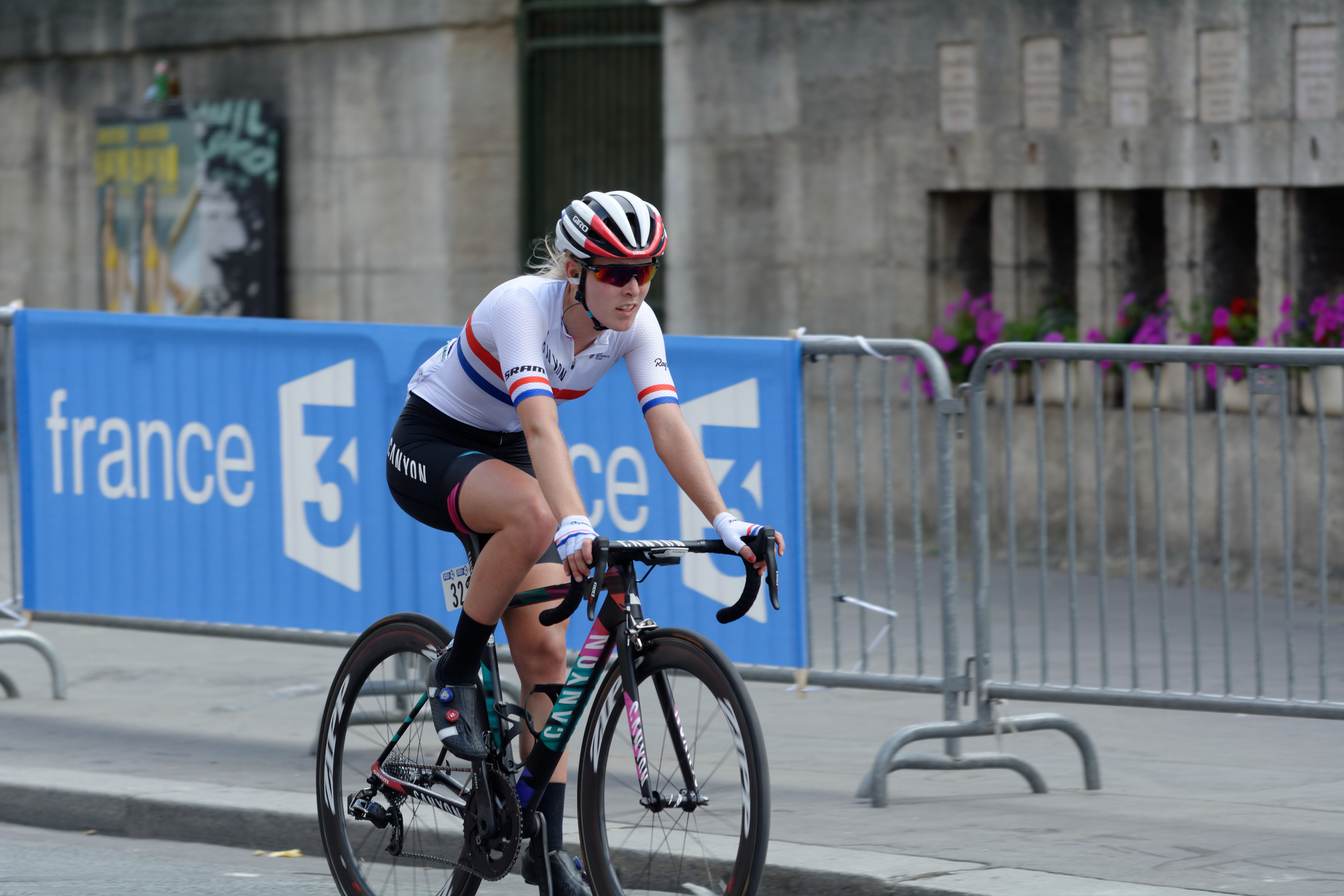
Hannah Barnes participou em 2016 na La Course by Le Tour de France, tendo terminado na 7.ª posição.

A sua primeira vitória profissional obteve-a com apenas 15 anos no Ciclocross de Leicestershire ainda que já em 2008, com apenas 14 anos, conseguiu a sua primeira vitória de ciclismo de estrada mas desta vez amador. Em 2011 fez-se com o Campeonato da Grã-Bretanha Contrarrelógio e participou no Campeonato Europeu e Mundial em categoria juvenil tanto contrarrelógio como em estrada -seus melhores resultados foram no campeonato europeu- 6.ª na contrarrelógio e 16.ª na prova em estrada-.
Isso a deu a opção de estreiar como profissional em 2012, correndo diversas carreiras internacionais, mas o desaparecimento da equipa produziu que tivesse que voltar ao campo aficionado em 2013. Em 2013 ganhou diversas carreiras amadoras de ciclismo de estrada na Grã-Bretanha e Irlanda e abandonou definitivamente as outras modalidades. Graças a essas vitórias conseguiu de novo em 2014 voltar ao profissionalismo e obteve a sua primeira vitória profissional ao fazer-se com a 1.ª etapa do Tour Feminino de San Luis. Durante esse ano também destacou ganhando carreiras amadoras nos Estados Unidos -sua nova equipa era estadounidense, o UnitedHealthcare-. Em 2015 teve uma trajectória muito similar à que se acrescentou uma vitória em profissional nos Estados Unidos, -uma etapa no Tour de Gila e uma outra etapa na carreira do seu país, em o The Women's Tour-.
Em 2016 mudou de equipa e alinhou pelo conjunto alemão do Canyon-SRAM Racing.

## Palmarés

### Ciclocross
2009 (como amador)
- - Ciclocross de Leicestershire

### Pista
- 2012
  - 3.ª no Campeonato da Grã-Bretanha Pontuação 
  - 3.ª no Campeonato da Grã-Bretanha Perseguição

### Estrada
- 2014
  - 1 etapa do Tour Feminino de San Luis

- 2015
  - Grande Prêmio San Luis Feminino
  - 2 etapas do Tour Feminino de San Luis
  - 1 etapa do Tour de Gila
  - 1 etapa do The Women's Tour

- 2016
- Campeonato do Reino Unido em Estrada

- 2017
  - 2.ª no Campeonato do Reino Unido Contrarrelógio 
  - 3.ª no Campeonato do Reino Unido em Estrada 
  - 1 etapa do Giro de Itália Feminino

- 2018
  - Setmana Ciclista Valenciana, mais 2 etapas
  - Campeonato do Reino Unido Contrarrelógio

- 2019
  - 3.ª no Campeonato do Reino Unido Contrarrelógio

## Resultados em Grandes Voltas e Campeonatos do Mundo
Durante a sua carreira desportiva tem conseguido os seguintes postos nas Grandes Voltas femininas e nos Campeonatos do Mundo em estrada:
| Carreira           | 2012 | 2013 | 2014  | 2015 | 2016 | 2017 | 2018 | 2019 |
| ------------------ | ---- | ---- | ----- | ---- | ---- | ---- | ---- | ---- |
| Giro d'Italia      | -    | -    | 109.ª | -    | -    | 25.ª | Ab.  | 45.ª |
| Tour de l'Aude     | X    | X    | X     | X    | X    | X    | X    | X    |
| Grande Boucle      | X    | X    | X     | X    | X    | X    | X    | X    |
| Mundial em Estrada | -    | -    | Ab.   | -    | 76.ª | 14.ª | 45.ª | 62.ª |

-: não participa

Ab: abandono

X: edições não celebradas

## Equipas
- Team Ibis Cycles (2012)
- UnitedHealthcare Professional Cycling Team (2014-2015)
- Canyon SRAM Racing (2016-)